# Шан (футбольный клуб)
«Шан» (нем. Fußballclub Schaan) — лихтенштейнский футбольный клуб из города Шан. Выступает в швейцарской любительской Четвёртой лиге (восьмой уровень швейцарского футбола). Клуб основан в 1932 году. Домашние матчи команда проводит на стадионе «Шпортплац Райнвизе». В кубке Лихтенштейна 2016 года команда потерпела самое крупное поражение в финале за всю историю соревнований — 0:11 от клуба «Вадуц».

## Достижения
Кубок Лихтенштейна
- Обладатель (3 раза): 1955, 1963, 1994
- Финалист (11 раз): 1956, 1957, 1960-1962, 1965, 1966, 1970, 1971, 1993, 2016
- 3-е место[a] (2 раза, рекорд): 1967, 1968

## Выступление в еврокубках
| Сезон   | Соревнование                  | Раунд | Клуб  | Домашний матч | Матч в гостях | Общий счёт |
| ------- | ----------------------------- | ----- | ----- | ------------- | ------------- | ---------- |
| 1994/95 | Кубок обладателей кубков УЕФА | Пред. | Пирин | 0:1           | 3:0           | 0:4        |